# Nationalpark Bako

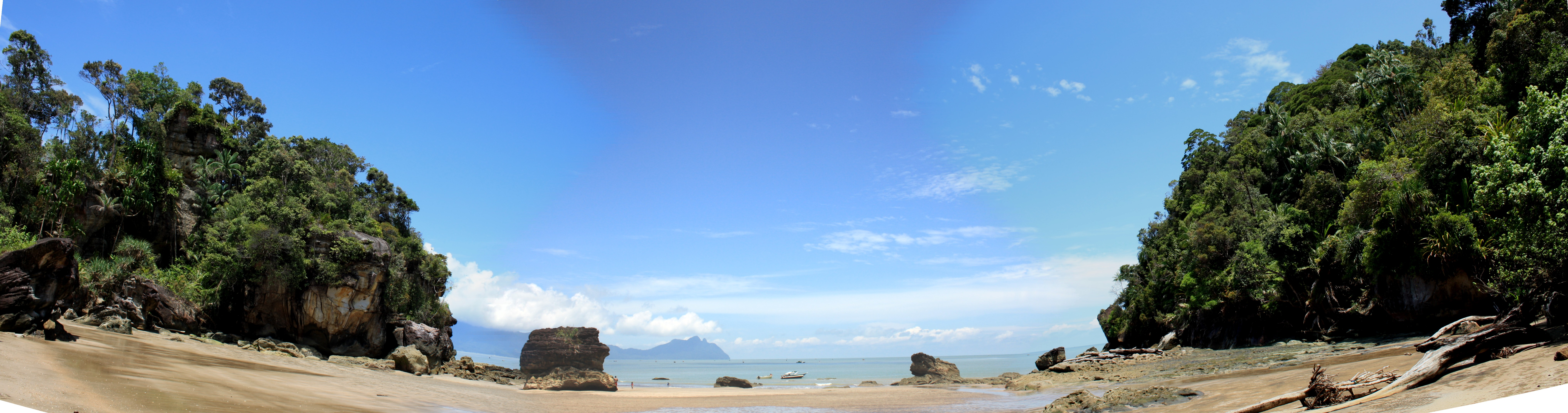
Bucht

Der Nationalpark Bako (malaiisch Taman Negara Bako) erstreckt sich auf einer 27 km² großen Halbinsel am Südchinesischen Meer nördlich von Kuching im malaysischen Bundesstaat Sarawak auf der Insel Borneo.
Der kleinste und älteste – 1957 angelegte – Nationalpark Sarawaks ist durch seine Nähe (ca. 37 km) zu Kuching ein beliebtes touristisches Ziel. Auf 16 unterschiedlich langen Wegen kann der Besucher die vielfältige Pflanzen- und Tierwelt erwandern.
Manche Wanderpfade enden an einsamen Sandbuchten.
Fünf unterschiedliche Vegetationszonen bieten sich dem Besucher:
- Gräser und Buschwerk
- Mangrovenwald
- Sumpfwald
- Tieflanddschungel
- Hochplateauwälder

Bedeutsam ist der Nationalpark wegen seines Artenreichtums. Man kann Javaneraffen, Hirschferkel, Gibbons, Bartschweine, Malaienbären, Katzen, Nasenaffen oder Warane beobachten.